# Li Jinshan
Li Jinshan és un esportista xinès que va competir en judo, guanyador d'una medalla de plata als Jocs Asiàtics de 1990 en la categoria de –78 kg.

## Palmarès internacional
| Jocs Asiàtics | Jocs Asiàtics             | Jocs Asiàtics | Jocs Asiàtics |
| Any           | Lloc                      | Medalla       | Categoria     |
| ------------- | ------------------------- | ------------- | ------------- |
| 1990          | Pequín ( R.P. de la Xina) | 2             | –78 kg        |